# 165

## Родени
- Макрин, римски император
- 7 май – Юлия Меса,